# Jozef Kindel
Josef Kindel (Keulen, 23 oktober 1912 - Almelo, 5 augustus 1948), een loodgieter in het dagelijks leven, was tijdens de Tweede Wereldoorlog een medewerker van de S.D., een van de Duitse politieorganisaties onder het gezag van Heinrich Himmler en het Reichssicherheitshauptamt in Berlijn. De sergeant was betrokken bij tal van executies en massamoorden op verzetsmensen en gijzelaars. Hij was betrokken bij oorlogsmisdrijven in Makkum, Anloo en Norg. Zijn werkplek was op het Groningse Scholtenhuis, een Duits politiebureau. Hij was belast met verhoren, wat op het Scholtenhuis vaak op martelen neerkwam, en viel daarbij op door zijn gewoonte om zijn opgehitste Duitse herder Astrid op gevangenen los te laten. Kindel zou zich ook aan vrouwelijke gevangenen hebben vergrepen.
Kindel is niet veroordeeld voor zijn misdrijven. Hij stierf in 1948 in de gevangenis aan de gevolgen van een hersenbloeding. 